# 디스트리아 크라스니치
디스트리아 크라스니치(알바니아어: Distria Krasniqi, 1995년 12월 10일~)는 코소보의 유도 선수이다. 2020년 하계 올림픽 엑스트라 라이트급에서 금메달을 획득하면서 2016년 대회의 마일린다 켈멘디의 뒤를 이어 코소보 사상 두 번째 올림픽 메달리스트이자 금메달리스트가 되었다.

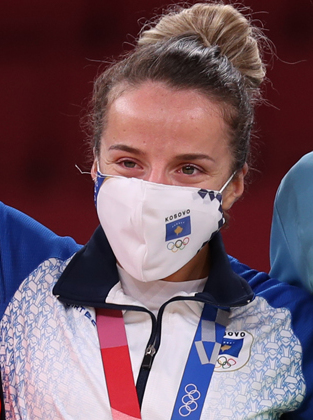
2021년 도쿄 하계 올림픽 시상식 당시의 크라스니치